# Cyrus Bussey
Pour les articles homonymes, voir Bussey (homonymie).
Cyrus Bussey (5 octobre 1833 - 2 mars 1915) est un soldat américain et homme politique, servant en tant que brigadier général dans l'armée de l'Union pendant la guerre de Sécession.

## Avant la guerre
Bussey naît à Hubbard, Ohio, en 1833. Son père, le révérend A. Bussey, est un pasteur méthodiste. Il part avec son père, en 1837, en Indiana. À l'âge de 14 ans, Bussey commence à travailler, en tant qu'employé d'un magasin de mercerie, et à l'âge de 15 ans, il commence sa propre affaire de commerce à Bloomfield, Iowa. Il commence des études de médecine, à l'âge de 18 ans, mais se rend compte qu'il ne veut pas continuer dans cette profession. En 1855, Bussey part pour le comté de Davis, Iowa, et commence une nouvelle affaire. C'est à ce moment que sa carrière politique commence.

## Carrière politique
Il s’intéresse tôt à la politique, et entre au sénat de l'Iowa en tant que démocrate, représentant le 3ème district. En 1860, il est délégué au congrès de Baltimore, qui désigne Stephen A. Douglas pour la présidence.

## Guerre de Sécession
Il sert pendant la guerre de Sécession, commençant sa carrière militaire comme un aide-de-camp du gouverneur de l'Iowa Samuel J. Kirkwood. Il est promu colonel et reçoit le commandement du 3rd Iowa Cavalry Regiment, en septembre 1861, qu'il commande lors de la bataille de Pea Ridge. Il participe à la bataille de fort Hindman en janvier 1863.
En novembre 1862, il reçoit le commandement d'une brigade de cavalerie dans le XIII corps d'armée et est le chef de la cavalerie de l'armée d'Ulysses S. Grant pendant la campagne de Vicksburg. Il commande brièvement le districit de l'Est de l'Arkansas. Promu brigadier-général des volontaires des États-Unis le 5 janvier 1864, il est affecté à une brigade de cavalerie dans le VII corps d'armée dans le département de l'Arkansas. Plus tard dans la guerre, il change d'arme et reçoit le commandement d'une brigade d'infanterie dans le même corps ; et quand la guerre se termine, Bussey commande la troisième division du corps. 
Il est affecté en février 1865 au fort Smith pour superviser la garnison. Il reçoit sa dernière promotion au brevet de major général des volontaires des États-Unis le 13 mars 1865, et quitte le service actif des volontaires le 24 août 1865.

## Après la guerre
Pendant un certain temps après la guerre, il exerce une affaire de commission à Saint-Louis et à la Nouvelle-Orléans. Bussey est nommé secrétaire adjoint de l'Intérieur, de 1889 à 1893. Par la suite, il pratique le droit. Il est commandant de la commanderie du district de Columbia de l'ordre militaire de la légion loyale des États-Unis en 1911 et 1912.